# Jean-Marie Hombert
Jean-Marie Hombert, né le 2 novembre 1948 à Étricourt dans la Somme, est un linguiste français.

## Biographie

### Formation
Jean-Marie Hombert obtient un diplôme d’ingénieur en informatique à l’INSA Lyon en 1972. Il séjourne à l’Université de Californie à Berkeley de 1972 jusqu’en 1975, où il obtient un Philosophiæ doctor en linguistique pour sa thèse intitulée Towards a theory of tonogenesis : an empirical, physiologically and perceptually based account of the development of tonal contrasts in languages. Il travaille ensuite en postdoctorat à l’Université de Californie à Los Angeles de 1975 à 1978, puis à l’Université de Californie à Santa Barbara jusqu’en 1980 en tant que professeur.
Il obtient un poste d’enseignant-chercheur à l’Université Lumière-Lyon-II en 1980. En 1984, il obtient un doctorat d’état à l’Université de Provence.

### Travaux de recherche
Les travaux de Jean-Marie Hombert portent sur la phonétique, les langues africaines, la linguistique historique, l’origine et l’évolution du langage ou encore l’identification automatique des langues,. Il étudie également les aspects cognitifs des changements linguistiques via le développement de modèles et l’utilisation de techniques d’imagerie cérébrale appliquée à la linguistique.

### Responsabilités administratives
De 1991 à 1996, Jean-Marie Hombert est élu vice-président de l’Université Lumière-Lyon-II, chargé de la recherche et de la politique documentaire.
En 1994, il crée le laboratoire Dynamique du Langage et en assure la direction jusqu’en 2004.
En 2002, il est nommé directeur du département Homme et société du CNRS,.

## Publications
- Aux origines des langues et du langage, Fayard, 2005, 520 p. (ISBN 978-2-213-62536-2)[9]
- Jean-Marie Hombert et Louis Perrois, Cœur d’Afrique : Gorilles, cannibales et pygmées dans le Gabon de Paul Du Chaillu, Centre national de la recherche scientifique, 2007, 226 p. (ISBN 978-2-271-06470-7)
- Jean-Marie Hombert et Gérard Lenclud, Comment le langage est venu à l’homme, Fayard, 2014, 543 p. (ISBN 978-2-213-63278-0)